# دماغه استرلیگوف
دماغه استرلیگوف (انگلیسی: Cape Sterligov) یک دماغه در سرزمین کراسنویارسک کشور روسیه است.